# Vestingwerken van Genemuiden
De vestingwerken van Genemuiden waren het stelsel van wallen, gracht, poorten en blokhuis in de Nederlandse plaats Genemuiden, provincie Overijssel. Er zijn geen zichtbare restanten bewaard gebleven van de vestingwerken.

## Geschiedenis
In 1275 schonk elect-bisschop Jan van Nassau stadsrechten aan Genemuiden. Hierdoor kon de stad een aarden omwalling, twee poorten en een stadsgracht aanleggen, maar het is onbekend wanneer dit daadwerkelijk plaatsvond.
In 1509 bezette Hendrik de Groote met een leger van 1500 man Genemuiden. Hij had zich verbonden aan de Gelderse hertog Karel van Gelre, die een jaar eerder het kasteel Kuinre had veroverd. Vanuit Genemuiden hield Hendrik rooftochten op de Zuiderzee. Een leger van de steden Zwolle, Kampen en Deventer wist hem in 1510 uit Genemuiden te verjagen.
In 1521 werd Genemuiden door Karel van Gelre bezet. Om Genemuiden weer van Karel terug te krijgen, kocht de bisschop van Utrecht in 1525 de stad vrij. Hierna besloten de Staten van Overijssel tot het ontmantelen van Genemuiden. Voor hertog Karel was dit reden om de stad in 1527 opnieuw aan te vallen en in te nemen. Vervolgens bouwde hij aan de noordzijde het kasteel Blokhuis. Toen een jaar later het Oversticht in handen kwam van keizer Karel V, vertrokken de Gelderse troepen weer uit Genemuiden.
Genemuiden werd tijdens de Tachtigjarige Oorlog diverse malen aangevallen. In 1572 bezette de aan Willem van Oranje gelieerde Willem van den Bergh voor korte tijd de stad. Georg van Lalaing, graaf van Rennenberg, bezette in 1578 Genemuiden om van daaruit Kampen aan te vallen. Rennenberg koos in 1580 echter de zijde van de Spaanse koning, waardoor Genemuiden opeens Spaans bezit was. Een leger van de steden Kampen, Zwolle, Deventer en Hasselt viel vervolgens het Blokhuis aan en wist het kasteel op 8 april 1580 te bezetten.
In het Rampjaar 1672 werd Genemuiden bezet door troepen van de Münsterse bisschop Bernard von Galen. 

## Beschrijving
Om Genemuiden heen lag een aarden omwalling met een stadsgracht die aan de noordzijde was verbonden met het Zwarte Water. Er waren twee stadspoorten: de Steenpoort bevond zich aan de oostzijde en bood toegang tot de dijk naar Hasselt, de Middel- of Kamperpoort stond aan de zuidzijde op de zeedijk naar Kampen.
De stadsrechten van Genemuiden dateren uit 1275, maar het is onbekend of de omwalling en stadsgracht ook direct hierna zijn aangelegd. De twee stadspoorten kunnen overigens niet ouder zijn dan 1364: ze zijn namelijk gebouwd op dijken die pas in 1364 werden aangelegd vanwege de inpoldering van het Mastenbroek. Op de kaart van Jacob van Deventer uit midden 16e eeuw zijn de omwalling en poorten niet meer zichtbaar.
Het Blokhuis is in 1527 gesticht door hertog Karel van Gelre. De bouw duurde uiteindelijk circa 30 jaar. In 1584 werd het kasteel afgebroken om te voorkomen dat Spaanse troepen er gebruik van konden maken. Op de voormalige kasteelplaats is in 1828 een begraafplaats aangelegd.
Alkmaar · Amsterdam · Blokzijl · Borculo · Bredevoort · Coevorden · Delden · Enschede · Goor · Haarlem · Hattem · 's-Hertogenbosch · Huissen · Klundert · Lochem · Maastricht · Montfoort · Naarden · Ommen · Ootmarsum · Rhenen · Roermond · Rijssen 
· Sittard · Sneek · Steenbergen · Terborg · Valkenburg · Zaltbommel · Zwartsluis · Zwolle